# 飯田ダム

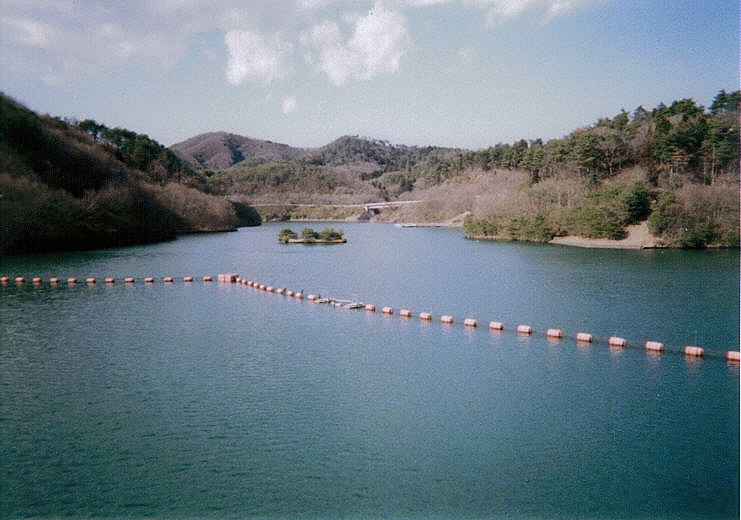
笠間湖

飯田ダム（いいだダム）は、茨城県笠間市飯田、一級河川・那珂川水系涸沼川の右支川である飯田川に建設されたダムである。
茨城県土木部が管理する県営ダムで、堤高33.0mの重力式コンクリートダムである。茨城県内の那珂川水系で最大の支流である涸沼川流域に建設された唯一の補助多目的ダムで、涸沼川の治水と笠間市への利水を目的にしている。ダムによって形成された人造湖は所在地である笠間市に因んで笠間湖（かさまこ）と命名された。

## 沿革
涸沼川は笠間市を水源とし、中流部で汽水湖である涸沼を形成した後大洗町付近で那珂川に合流する。流域は全般的に堤防による河川改修を行うが、度々水害の被害を受けた。又、流域の笠間市や旧友部町、茨城町は人口の増加が進んでいるが県営の簡易水道に頼っているのが現状で、安定的な水供給が必要となった。この事から多目的ダムによる河川整備が求められ、1974年（昭和49年）より茨城県によって建設計画が進められ、1991年（平成3年）に完成した。ダムの型式は重力式コンクリートダム、高さは33.0m。洪水調節・不特定利水・上水道を目的とする。

## 笠間湖の環境保全
ダム湖は笠間湖と呼ばれる。湖岸は多くの沢が複雑に入り組み、水深も適度に浅い事から水棲生物や淡水魚の生息には好適地である。この為茨城県は笠間湖の環境保護と魚介類・鳥類・昆虫類の繁殖を目的に「生態系環境創造事業」を現在進めている。湿生植物園や階段護岸、ピオトープを設置する事によりヤマセミやカワセミ、オオムラサキの繁殖や淡水魚の保護を行う。この為笠間湖内はボート・カヌーの進入が禁止されている。野鳥も訪れる様になり、バードウォッチングのスポットになりつつある。